# Knight and Day
Knight and Day is een film uit 2010 onder regie van James Mangold met onder anderen Tom Cruise en Cameron Diaz.

## Verhaal
June stapt op een vliegtuig in Wichita, Kansas en maakt een praatje met haar charmante en mysterieuze medepassagier, Roy. Daarna verandert alles: het vliegtuig stort neer in een maisveld. June heeft geen tijd om even op adem te komen, want al snel wordt ze over de hele wereld achtervolgd. Ze ontwijkt kogels in Boston, springt over daken in Salzburg en rent weg voor dolle stieren in Sevilla – en dat alles samen met Roy, een potentieel onstabiel en onbetrouwbaar maar zeer aantrekkelijke geheim agent, midden in een levensgevaarlijk avontuur. Voordat ze het weten vormen ze een onwaarschijnlijk team en bevinden ze zich in een gevaarlijk machtsspel met onverwachte wendingen.

## Rolverdeling
| Acteur          | Personage                   |
| --------------- | --------------------------- |
| Tom Cruise      | Roy Miller / Matthew Knight |
| Cameron Diaz    | June Havens                 |
| Peter Sarsgaard | John Fitzgerald             |
| Jordi Mollà     | Antonio Quintana            |
| Viola Davis     | Isabel George               |
| Paul Dano       | Simon Feck                  |
| Falk Hentschel  | Bernhard                    |
| Marc Blucas     | Rodney                      |
| Lennie Loftin   | Braces                      |
| Maggie Grace    | April Havens                |
| Rich Manley     | Danny                       |
| Dale Dye        | Frank Jenkins               |
| Celia Weston    | Molly Knight                |
| Gal Gadot       | Naomi                       |
| Jack O'Connell  | Wilmer                      |